# Eldar Mansyrow
Eldar Wołodymyrowycz Mansyrow (ukr. Ельдар Володимирович Мансиров; ur. 20 września 1985) – ukraiński zapaśnik startujący w stylu wolnym. Akademicki mistrz świata w 2008. Piąty w Pucharze Świata w 2006 i dziewiąty w 2009. Wicemistrz Europy juniorów w 2004 roku.